# When Angels & Serpents Dance
When Angels & Serpents Dance è il settimo album in studio del gruppo musicale statunitense P.O.D., pubblicato l'8 aprile 2008.

## Descrizione
È il primo album al quale partecipa Marcos Curiel da quando lasciò il gruppo nel 2003, ed è anche il primo realizzato per la INO/Columbia. Vi hanno partecipato anche Mike Muir dei Suicidal Tendencies, il chitarrista degli Helmet Page Hamilton e le sorelle Marley. Ha venduto più di 34 000 copie nella sua prima settimana di uscita, e ne ha vendute più di 200 000 a livello globale.

## Tracce
Edizione standard
1. Addicted - 3:32
2. Shine with Me - 3:32
3. Condescending - 4:02
4. It Can't Rain Everyday - 4:42
5. Kaliforn-Eye-A (con Mike Muir dei Suicidal Tendencies) - 4:29
6. I'll Be Ready (con Cedella e Sharon Marley) - 4:43
7. End of the World - 4:34
8. This Ain't No Ordinary Love Song - 3:43
9. God Forbid (con Page Hamilton degli Helmet) - 3:55
10. Roman Empire - 2:42
11. When Angels & Serpents Dance - 3:16
12. Tell Me Why - 3:19
13. Rise Against - 4:52

Traccia bonus nell'edizione pubblicata per iTunes

14. Don't Fake It - 3:17

## Formazione
Gruppo
- Paul "Sonny" Sandoval - voce
- Marcos Curiel - chitarra
- Mark "Traa" Daniels - basso
- Noah "Wuv" Bernardo - batteria

Altri musicisti
- Mike Muir - voce (Kaliforn-Eye-A)
- Sharon Marley - voce (I'll Be Ready)
- Page Hamilton - voce (God Forbid)